# Doppleschwand
Doppleschwand é uma comuna da Suíça, no Cantão Lucerna. Em 2017 possuía 786 habitantes. Estende-se por uma área de 6,94 km², de densidade populacional de 113,1 hab/km². Confina com as seguintes comunas: Entlebuch, Hasle, Romoos, Wolhusen.
A língua oficial nesta comuna é o Alemão.